# Kopsia singapurensis
Espèce
Statut de conservation UICN

 VU B1+2c : Vulnérable
Kopsia singapurensis est une espèce de plantes du genre Kopsia de la famille des Apocynaceae.

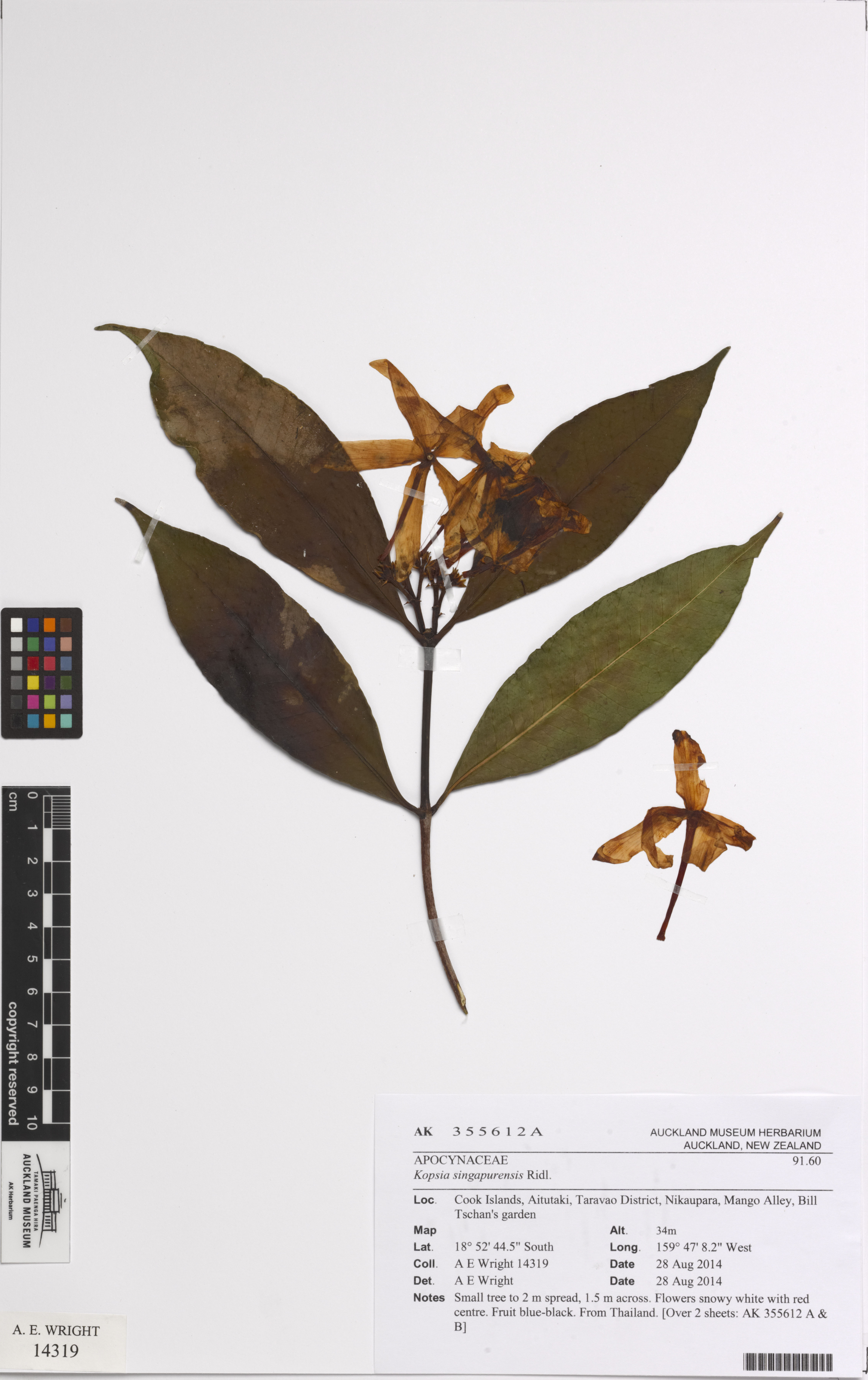
Planche d’herbier.